# Tabernacolo delle Fonticine
Il tabernacolo delle Fonticine è uno dei più bei tabernacoli di Firenze. Composto da una grande pala robbiana e dotato anche di una vasca con fontanelle, si trova in via Nazionale, sull'asse di via dell'Ariento, a pochi passi dal mercato di San Lorenzo.

## Storia
Realizzato da Girolamo e forse Giovanni della Robbia nel 1522, fu così chiamato per la presenza delle sette teste di cherubino che versano, attraverso delle cannelline sulle bocche, altrettanti flutti d'acqua nella vasca marmorea.
Il tabernacolo si trovava in origine nella vicina via Santa Caterina d'Alessandria e fu smontato e qui ricomposto, in asse con via dell'Ariento sul muro dell'orto del soppresso convento di Fuligno, attorno al 1850, in occasione dei lavori di allargamento di quella strada. Pur tenendo presente come alcuni testi datino lo spostamento al 1905 (anno che è invece da interpretare in relazione a un intervento di restauro e ricomposizione del complesso in posizione arretrata rispetto alla precedente sistemazione), sembrerebbe inequivocabile la testimonianza della Nuova Guida della città di Firenze del 1850 che lo indica appunto "dirimpetto a via dell'Ariento" precisando: "Al di fuori s'inalzano due colonne corintie di pietra, le quali prima sostenevano una volta semicircolare che sporgeva molto infuori, e che attualmente per comodo di allargare la strada è stata ridotta quasi a niente; e la pila di marmo che esisteva nel prospetto, entro alla quale gettavano acqua otto cannelle poste nella bocca di altrettante teste scolpite a basso rilievo in un gran lastrone è stata divisa in due pile e poste ciascuna alle parti laterali del tabernacolo".
Ulteriori notizie sono offerte da vari articoli apparsi su "Arte e Storia" degli anni 1885-1886, relativi a un involontario ma grave danneggiamento del complesso, risarcito da un restauro attuato nel 1886 e affidato a Cosimo Conti. Le lunghe iscrizioni che ricorrono sul basamento informano tra l'altro come l'opera fosse stata eseguita nel 1522 e voluta dal "Reame di Biliemme" (o 'Bailamme') - come reca l'iscrizione alla base: Questo devoto tabernacholo ano fatto fare gluomini del reame di Belieme. Posto in via sancta Catherina. MDXXII - una delle più importanti brigate rionali di popolo minuto, dette Potenze festeggianti, che si riunivano per esibirsi, fare festa,  affrontarsi in armeggerie nelle varie ricorrenze cittadine e che contribuirono talvolta ad abbellire il proprio rione di opere d'arte, prima di essere sciolte dal granduca Cosimo II nel 1629 per motivi di ordine pubblico.
Il penultimo restauro documentato al tabernacolo è quello condotto dalla ditta P.T. Color nel 1997, su interessamento dell'Industria Alberghiera, Gruppo Industria dei Viaggi di Assindustria Firenze. È stato oggetto di un ulteriore e profondo restauro concluso alla fine del 2016 grazie all'impegno e alla collaborazione di alcune associazioni presenti nel rione di San Lorenzo in particolare "I sopravvissuti del San Lorenzo" composta da ambulanti del mercato di San Lorenzo esterno, "Associazione di Pinocchio" e infine la scuola "Lorenzo de' Medici", che ha finanziato e realizzato il restauro di consolidamento del monumento.

## Descrizione
Il carattere architettonico del tabernacolo è reso evidente dalle sue inusuali dimensioni. "Il basamento è costituito da una vasca marmorea sostenuta da tre mensole foggiate a zampe leonine. Sopra di essa, da una lastra dello stesso materiale, sette protomi angeliche versano nella vasca getti d'acqua (il che ha valso al tabernacolo la denominazione popolare "delle Fonticine"). Da un davanzale di pietra si ergono due colonne appoggiate a due lesene retrostanti, fornite tutte di capitelli di ordine composito. Sul dado sopra i capitelli sono scolpite testine d'angeli. La cornice soprastante sorregge un arco a tutto sesto, sorretto da tegole" (Santi).
È modellato in terracotta invetriata policroma, nello stile ricco di colore di Giovanni, e raffigura nella parte centrale la Madonna col Bambino fra i santi Jacopo, Lorenzo e Giovannino, con inoltre le sante Barbara e Caterina d'Alessandira in nicchie laterali; in alto sono il Padre Eterno con lo Spirito Santo ed angeli adoranti e lungo la cornice, tra serti di frutta e fogliami, si vedono testine e figure di santi: Sebastiano (in una piccola nicchia a sinistra), Antonio Abate, Domenico, Stefano, un santo vescovo (Zanobi?), Francesco, Filippo Benizzi (questa testa è frutto di un restauro del 1886 dopo che andò frantumata) e Rocco (a figura intera nella nicchietta in basso a destra).

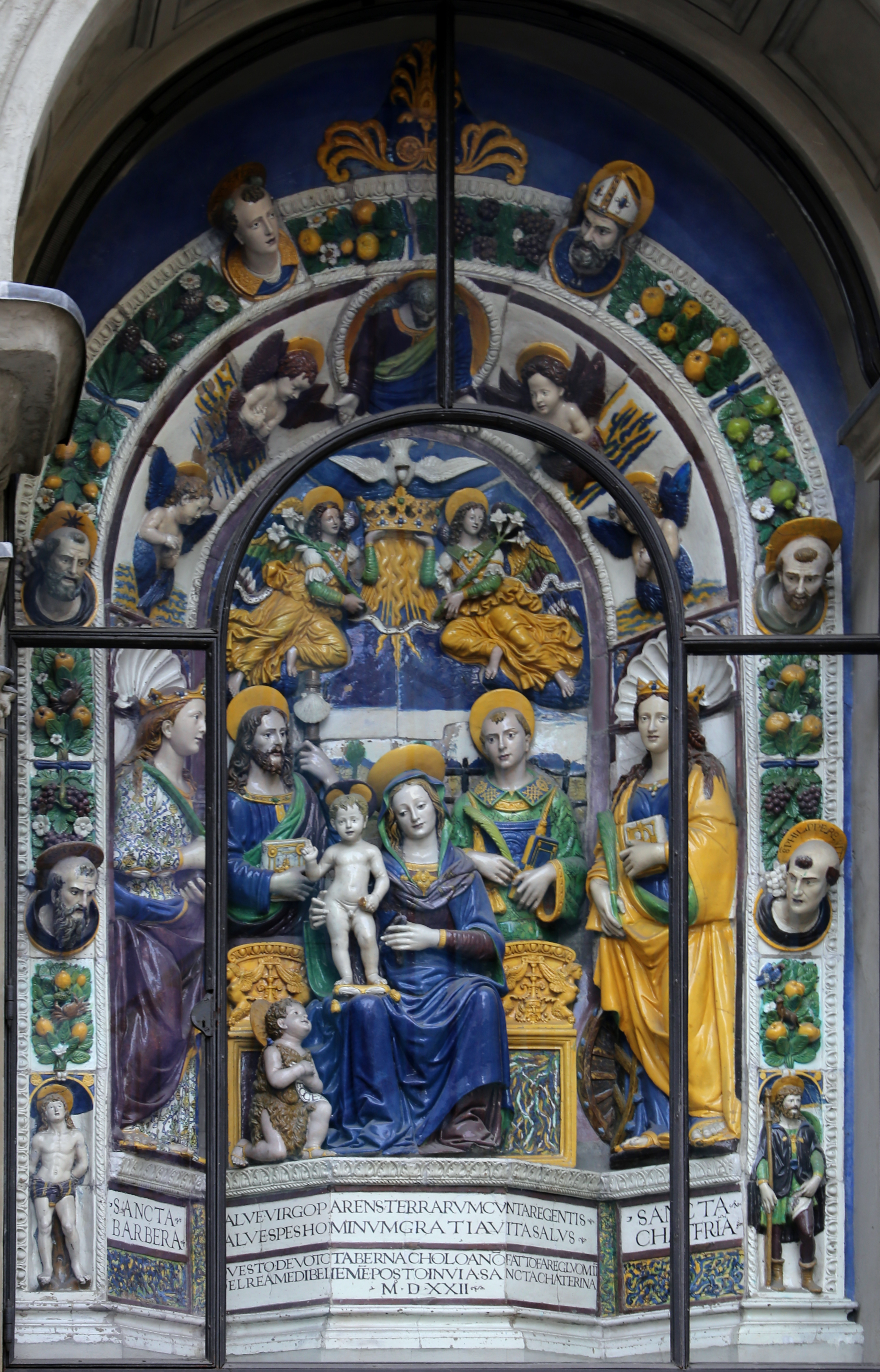
La pala robbiana
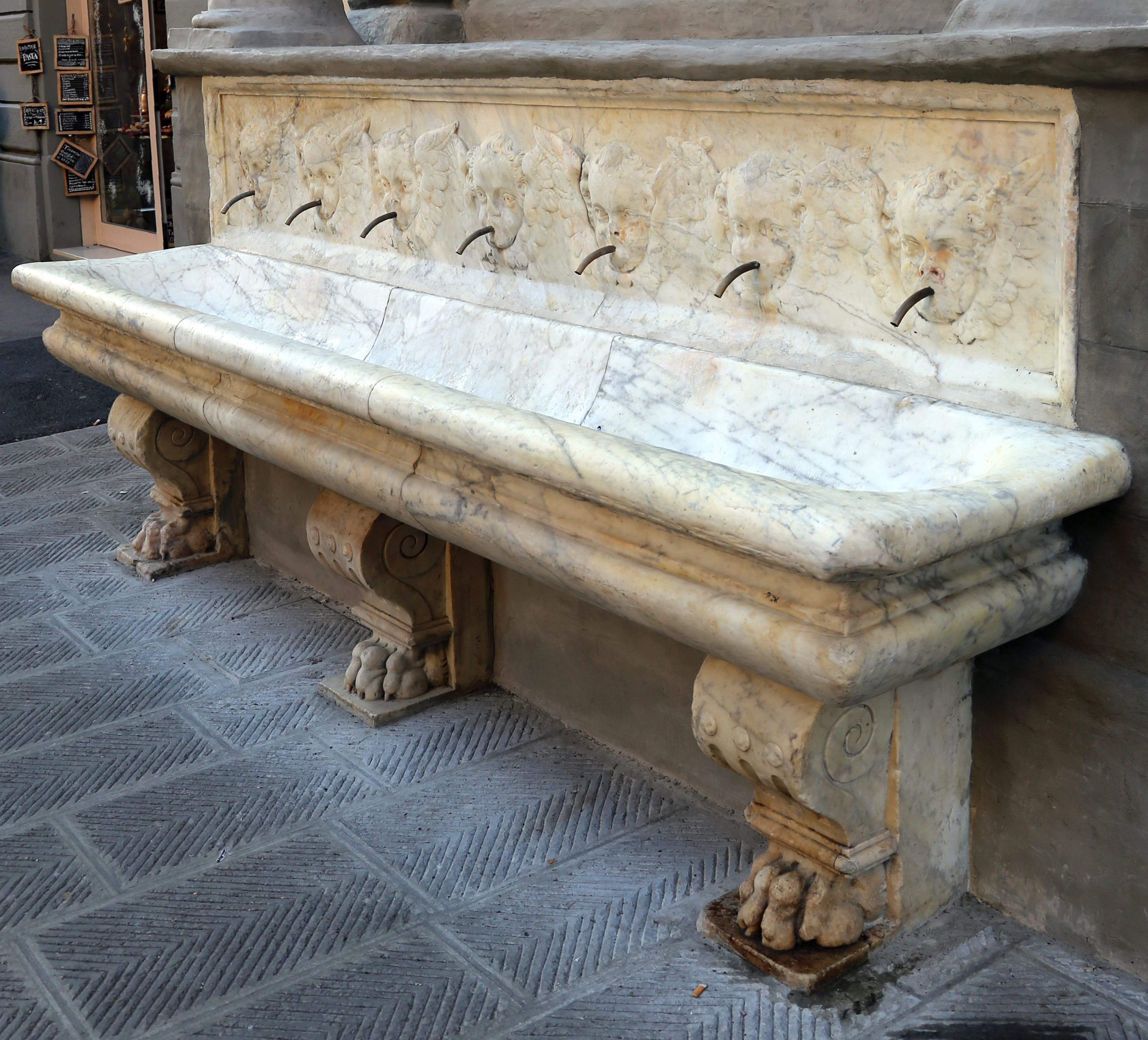
La vasca
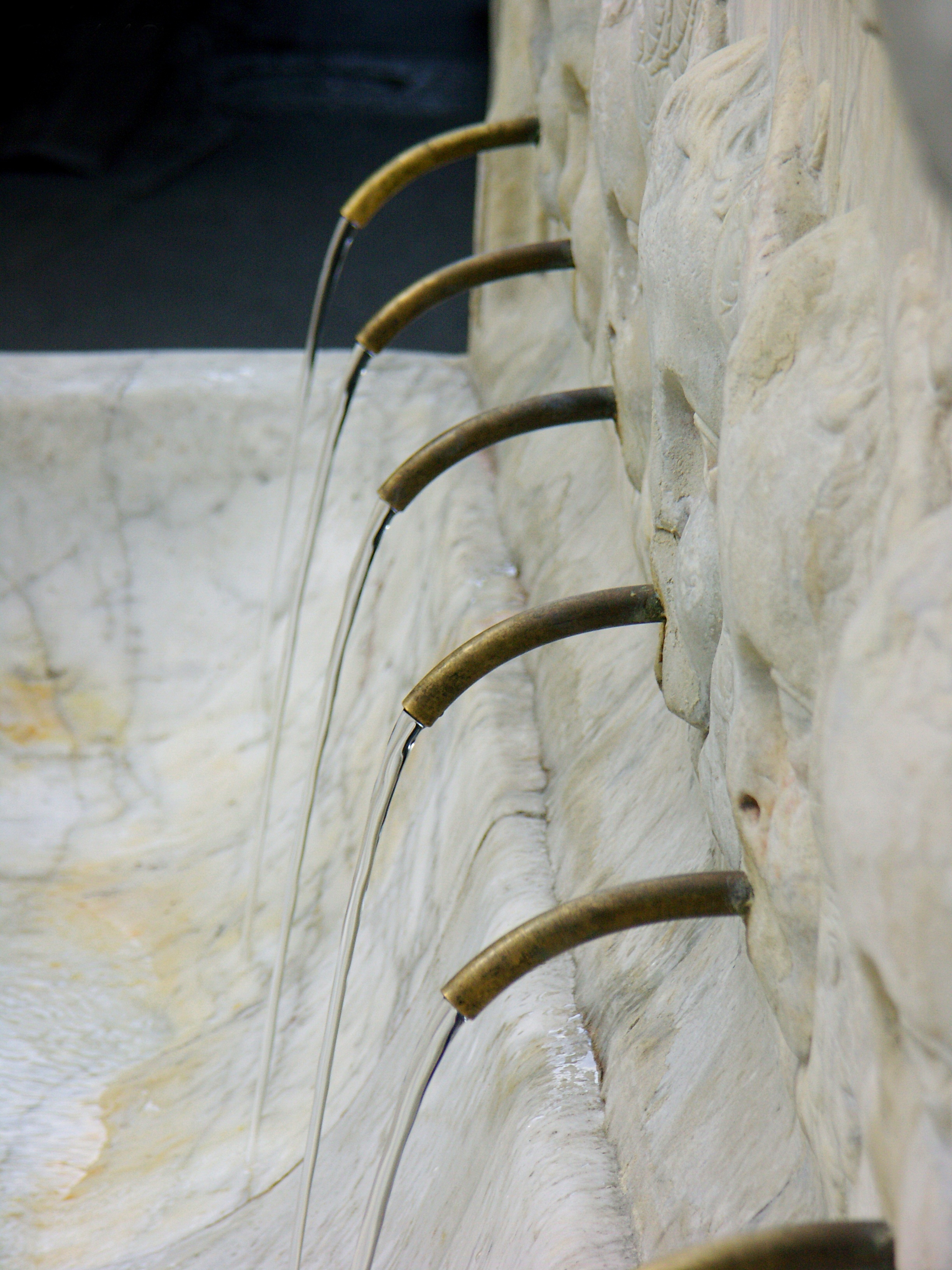
Particolare vasca